# ابوالاثر حفیظ جالندهری
ابو الاثر حفیظ جالندهری (۱۴ ژانویهٔ ۱۹۰۰ – ۲۱ دسامبر ۱۹۸۲) شاعر اهل پاکستان بود. سرود ملی پاکستان که به زبان فارسی است، اثر اوست.